# 陈华伟
陈华伟（1966年—），广东化州人，汉族，中华人民共和国政治人物、第十二届全国人民代表大会广东地区代表。
毕业于中国政法大学民商法。担任广东省化州市第二建筑工程公司宝安分公司经理。2008年起担任全国人大代表。2013年，担任全国人大代表。